# Заклёпочное соединение

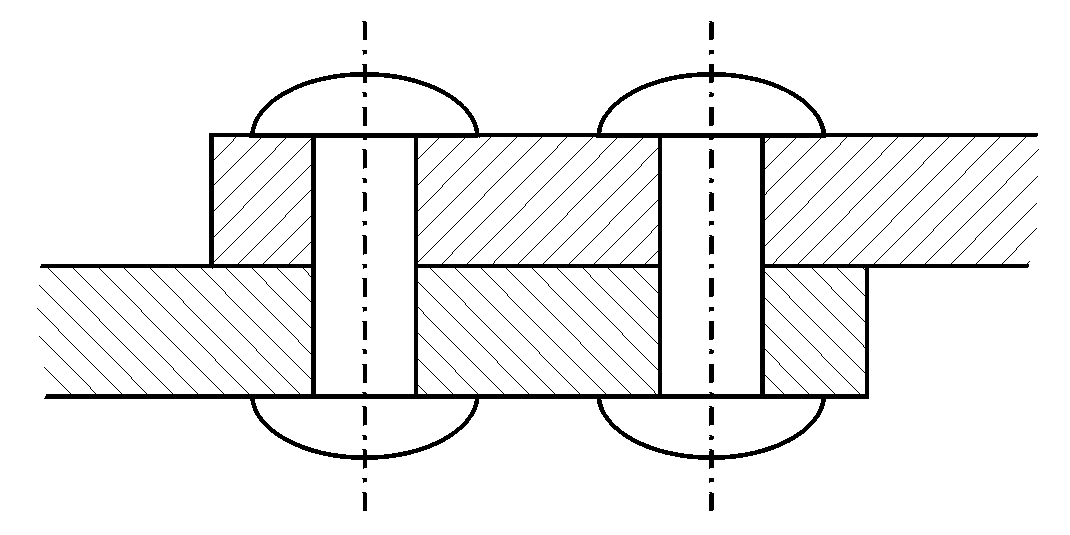
Двухрядное заклёпочное соединение внахлёстку (внакрой)

Заклёпочное соединение — неразъёмное соединение деталей при помощи заклёпок. Обеспечивает высокую стойкость в условиях ударных и вибрационных нагрузок. Известно с древности. На Руси клёпаные изделия встречаются при археологических раскопках городищ и датируются IX-X веками. На современном этапе развития технологии уступает место сварке, болтовому, винтовому и шпилечному соединениям, обеспечивающим бо́льшую производительность при массовом производстве и более высокую прочность соединения (и в случае резьбовых соединений, к которым относятся винтовые, болтовые и шпилечные, разборность соединения, они наиболее технологичны, однако в условиях сильных вибраций нуждаются в контровке). Однако по-прежнему находит применение по конструктивным или технологическим соображениям: в соединениях, где необходимо исключить изменение структуры металла, коробление конструкции и перегрев расположенных рядом деталей; соединение разнородных, трудно свариваемых и не свариваемых материалов; в соединениях с затруднительным доступом и контролем качества; в случаях, когда необходимо предотвратить распространение усталостной трещины из детали в деталь.
Применяют, в основном, в авиастроении- и судостроении, металлоконструкциях и других изделиях с внешними нагрузками, действующими параллельно плоскости стыка.

## Виды заклёпочных соединений
Заклёпочные соединения делятся на:
- прочные (рассчитанные только на восприятие и передачу силовых нагрузок),
- плотные (герметичные) (обеспечивают герметичность конструкций в резервуарах с невысоким давлением),
- прочноплотные (восприятие силовых нагрузок и герметичность соединения).

По конструкции заклёпочные соединения делятся на однорядные и многорядные с цепным или шахматным расположением заклёпок, а в зависимости от количества плоскостей среза — одно- и многосрезные.
По характеру воздействия нагрузки на заклёпочное соединение — швы с поперечной нагрузкой, перпендикулярной оси заклёпок, и продольной, параллельной оси заклёпок.
Заклёпочные соединения по конструкции близки к паяным, сварным и клеевым соединениям. Наиболее распространены соединения внахлёстку (внакрой) и встык со стыковыми планками.
Герметичность соединения обеспечивается нанесением различных герметиков на поверхность стыка или подкладыванием под стык различных пластичных материалов. Заклёпки герметичных соединений имеют усиленные головки.
В зависимости от требований к поверхности, заклёпки могут иметь полукруглую головку, потайную, полупотайную или плоскую (в процессе клёпки для создания внутренних усилий сжатия, которые снижают возможность усталости материала).
Заклёпки изготовляют для разных способов установки. Для односторонней клепки существует множество видов заклёпок, в том числе отрывные и взрывные.
Обычная клёпка может выполняться, когда наковаленка-поддержка находится с лицевой стороны и когда наковаленка находится с тыльной стороны. Последний способ стал наиболее распространенным, поскольку требует меньшей массы наковаленки-поддержки.

## Способ соединения
В предварительно подготовленные отверстия в деталях (пакете листов) вставляют заклепки. В некоторых случаях также производится предварительный нагрев заклепки до высоких температур (газовым оборудованием, токами высокой частоты (ТВЧ) и т.п.) — с целью повышения ее пластичности (заклепки больших диаметров, применяемые в мосто- и судостроении). После производится осадка (клёпка) специальным инструментом второй замыкающей головки.
В процессе клёпки производят стяжку (сжатие) пакета, и за счет поперечной упругопластической деформации стержня происходит заполнение начального зазора между стержнем и стенками отверстия, часто приводящее к образованию натяга.
Диаметры отверстий под заклепки dотв выбирают по стандарту в зависимости от диаметра заклепки. Для холодной клепки можно рекомендовать:
dотв = dз + 0,05dз ,
где dз — диаметр устанавливаемой заклепки.

## Недостатки заклёпочных соединений

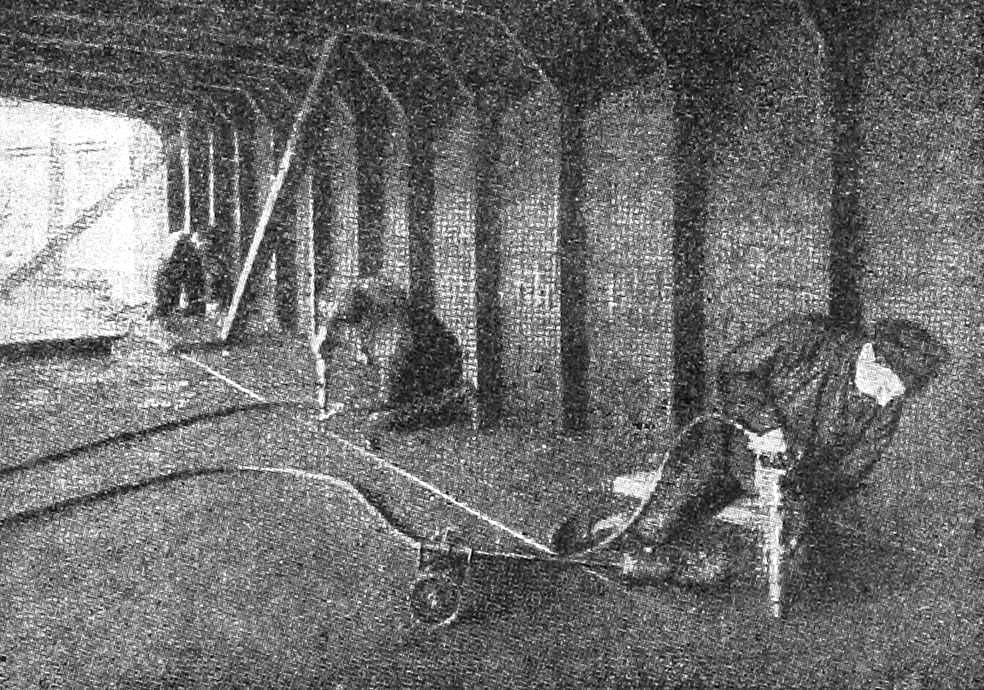
Заклёпочные работы на судне (рисунок из статьи «Заклепки» «Военная энциклопедия Сытина»)

- Трудоёмкость процесса. Необходимо просверлить множество отверстий, установить заклёпки, расклепать их. Эти операции выполняются вручную двумя слесарями-сборщиками. До последней четверти XX века в СССР на авиационные заводы специально нанимались худощавые юноши, способные влезть в узкий отсек, чтобы удерживать там наковальню-поддержку.
- Повышенная материалоёмкость соединения. Заклёпочный шов ослабляет основную деталь, поэтому она должна быть толще. Нагрузку несут заклёпки, поэтому их сечение должно соответствовать нагрузке.
- Необходимость специальных мер для герметизации. Это очень важно для самолётостроения и ракетной техники, при сборке баков-кессонов и пассажирских отсеков. В баках-кессонах, расположенных в крыле самолётов, как правило, держат топливо — авиационный керосин. Резиновый герметик, устойчивый к керосину, должен закрывать все заклёпочные швы. Вес его может составлять десятки килограммов.
- Процесс сопровождается шумом и вибрацией. Это приводит к ряду профессиональных заболеваний у сборщиков и вызывает глухоту. Поэтому везде, где можно, внедряются новые инструменты для клёпки.

## Преимущества заклёпочных соединений
- Высокая стойкость в условиях ударных и вибрационных нагрузок;
- Не позволяет распространяться усталостным трещинам, таким образом повышает надёжность всего изделия;
- Позволяет соединять не поддающиеся сварке материалы.

В последнее время эти преимущества нивелируются тем, что появились достаточно прочные сплавы, поддающиеся сварке, появились синтетические клеи, позволяющие получить у клеевого шва прочность не хуже, чем у основного материала. На смену алюминиевым сплавам пришли композиты, в которые на стадии изготовления вклеивают металлические закладные элементы.
- При горячей клёпке раскалённая заклёпка во время остывания немного укорачивается при охлаждении и сильно стягивает заготовки, что позволяет, например, изготавливать герметичные паровые котлы, корпуса судов и т. д.
- В отличие от сварного соединения, которое является жестким, заклёпочное соединение является немного подвижным (доли и сотые доли миллиметра), что позволяет компенсировать тепловое расширение конструкций. По этой причине, несмотря на трудоёмкость технологии, заклепочное соединение до сих пор применяется при изготовлении корпусов современных самолётов, вертолётов, мостов, каркасов, рам грузовых автомобилей и т. п., не нуждающихся в компенсационных температурных швах.

## Инструменты и приспособления для клёпки
В последнее время клепальный пневмомолоток и наковальня-поддержка всё чаще вытесняется другим оборудованием — пневмоклещами и клепальным прессом. Клепальные прессы с ЧПУ (числовым программным управлением) позволяют с высокой производительностью изготовлять крупные панели для фюзеляжей и крыльев самолётов.